# Bèsties de la ciutat
Bèsties de la ciutat (títol original en anglès: The Garment Jungle) és una pel·lícula estatunidenca de Vincent Sherman i Robert Aldrich, estrenada el 1957. Ha estat doblada al català.

## Argument[2]
Tulio Renata (Robert Loggia), un líder del Sindicat Internacional dels Treballadors de la Moda (International Ladys Garment Worker Union (ILGWU)), lluita per integrar al sindicat els empleats de la fàbrica tèxtil Roxton Fashions, de Walter Mitchell (Lee J. Cobb); però aquest, per impedir-ho, contracta Artie Ravidge (Richard Boone). El fill de Walter, Alan Mitchell (Kerwin Matthews) torna a Nova York després d'una llarga absència i s'incorpora a l'empresa després de la sospitosa mort en un accident del soci del seu pare, que no estava d'acord amb Mitchell.

## Repartiment
- Lee J. Cobb: Walter Mitchell
- Kerwin Mathews: 	Alan Mitchell
- Gia Scala: Theresa Renata
- Richard Boone: Artie Ravidge
- Valerie French: Lee Hackett
- Robert Loggia: Tulio Renata
- Joseph Wiseman: George Kovan
- Harold J. Stone: Tony
- Adam Williams: "Le Bœuf"
- Wesley Addy: M. Paul
- Willis Bouchey: Dave Bronson
- Robert Ellenstein: Fred Kenner
- Celia Lovsky: la mare de Tulio
- Joanna Barnes (no surt als crèdits): un mannequin

## Al voltant de la pel·lícula
- Robert Aldrich va dirigir aquest film fins al 30 de novembre de 1956, data en què va caure malalt, afectat per la grip. Vincent Sherman va ser aleshores contractar per reemplaçar-lo[3]